# مسابقات تکواندو قهرمانی آسیا ۲۰۰۲
مسابقات تکواندو قهرمانی آسیا ۲۰۰۲، پانزدهمین دوره مسابقات تکواندو قهرمانی آسیا بود که از ۲۶ تا ۲۸ آوریل ۲۰۰۲، در امان، اردن برگزار شد.

## خلاصه مدال‌ها

### مردان
| رویداد               | طلا                         | نقره                       | برنز                             |
| Finweight −۵۴ ک‌گ     | Lee Sang-pil · کرهٔ جنوبی    | Nguyễn Duy Khương · ویتنام | Mohammad Al-Hamed · اردن         |
| Finweight −۵۴ ک‌گ     | Lee Sang-pil · کرهٔ جنوبی    | Nguyễn Duy Khương · ویتنام | محمد باقری معتمد · ایران         |
| Flyweight −۵۸ ک‌گ     | Ko Seok-hwa · کرهٔ جنوبی     | Mohammad Yaqoub · اردن     | بهزاد خداداد · ایران             |
| Flyweight −۵۸ ک‌گ     | Ko Seok-hwa · کرهٔ جنوبی     | Mohammad Yaqoub · اردن     | Satriyo Rahadhani · اندونزی      |
| Bantamweight −۶۲ ک‌گ  | Lee Soon-tae · کرهٔ جنوبی    | محمدرضا مهدی‌زاده · ایران   | Vũ Anh Tuấn · ویتنام             |
| Bantamweight −۶۲ ک‌گ  | Lee Soon-tae · کرهٔ جنوبی    | محمدرضا مهدی‌زاده · ایران   | Kiyoteru Higuchi · ژاپن          |
| Featherweight −۶۷ ک‌گ | Jamil Al-Khuffash · اردن    | Sung Yu-chi · تایوان       | Kim Dong-eun · کرهٔ جنوبی         |
| Featherweight −۶۷ ک‌گ | Jamil Al-Khuffash · اردن    | Sung Yu-chi · تایوان       | Carlo Massimino · استرالیا       |
| Lightweight −۷۲ ک‌گ   | Sin Joon-sik · کرهٔ جنوبی    | هادی ساعی · ایران          | Nagd Al-Mutawakel · یمن          |
| Lightweight −۷۲ ک‌گ   | Sin Joon-sik · کرهٔ جنوبی    | هادی ساعی · ایران          | Iyad Al-Saify · اردن             |
| Welterweight −۷۸ ک‌گ  | یوسف کرمی · ایران           | Mitsushige Arita · ژاپن    | Donald Geisler · فیلیپین         |
| Welterweight −۷۸ ک‌گ  | یوسف کرمی · ایران           | Mitsushige Arita · ژاپن    | Bertie Collinson · استرالیا      |
| Middleweight −۸۴ ک‌گ  | Park Cheon-deok · کرهٔ جنوبی | Dindo Simpao · فیلیپین     | علی تاجیک · ایران                |
| Middleweight −۸۴ ک‌گ  | Park Cheon-deok · کرهٔ جنوبی | Dindo Simpao · فیلیپین     | Arman Chilmanov · قزاقستان       |
| Heavyweight +۸۴ ک‌گ   | Lee Seok-hun · کرهٔ جنوبی    | دنیل ترنتون · استرالیا     | Abdulqader Al-Adhami · قطر       |
| Heavyweight +۸۴ ک‌گ   | Lee Seok-hun · کرهٔ جنوبی    | دنیل ترنتون · استرالیا     | Khaled Al-Dosari · عربستان سعودی |

### زنان
| رویداد               | طلا                       | نقره                           | برنز                          |
| Finweight −۴۷ ک‌گ     | Kim Hyo-min · کرهٔ جنوبی   | Nguyễn Thị Huyền Diệu · ویتنام | Li Huang · چین                |
| Finweight −۴۷ ک‌گ     | Kim Hyo-min · کرهٔ جنوبی   | Nguyễn Thị Huyền Diệu · ویتنام | Maria Tseriotis · استرالیا    |
| Flyweight −۵۱ ک‌گ     | Jang Eun-suk · کرهٔ جنوبی  | Juana Wangsa Putri · اندونزی   | Daleen Cordero · فیلیپین      |
| Flyweight −۵۱ ک‌گ     | Jang Eun-suk · کرهٔ جنوبی  | Juana Wangsa Putri · اندونزی   | Nguyễn Thị Xuân Mai · ویتنام  |
| Bantamweight −۵۵ ک‌گ  | جونگ جائه-اون · کرهٔ جنوبی | Cosette Basbous · لبنان        | Minako Hatakeyama · ژاپن      |
| Bantamweight −۵۵ ک‌گ  | جونگ جائه-اون · کرهٔ جنوبی | Cosette Basbous · لبنان        | Chonnapas Premwaew · تایلند   |
| Featherweight −۵۹ ک‌گ | تسنگ لی-چنگ · تایوان      | Tina Marton · استرالیا         | Wang Shuo · چین               |
| Featherweight −۵۹ ک‌گ | تسنگ لی-چنگ · تایوان      | Tina Marton · استرالیا         | Lê Thị Nhung · ویتنام         |
| Lightweight −۶۳ ک‌گ   | Oh Jung-ah · کرهٔ جنوبی    | Su Li-wen · تایوان             | Nadin Dawani · اردن           |
| Lightweight −۶۳ ک‌گ   | Oh Jung-ah · کرهٔ جنوبی    | Su Li-wen · تایوان             | Zhang Huijing · چین           |
| Welterweight −۶۷ ک‌گ  | Kim Hye-mi · کرهٔ جنوبی    | Veronica Domingo · فیلیپین     | Zhang Liyue · چین             |
| Welterweight −۶۷ ک‌گ  | Kim Hye-mi · کرهٔ جنوبی    | Veronica Domingo · فیلیپین     | Lara Shdaifat · اردن          |
| Middleweight −۷۲ ک‌گ  | چن ژونگ · چین             | Fan Chiao-wen · تایوان         | Park Eun-hee · کرهٔ جنوبی      |
| Middleweight −۷۲ ک‌گ  | چن ژونگ · چین             | Fan Chiao-wen · تایوان         | Margarita Bonifacio · فیلیپین |
| Heavyweight +۷۲ ک‌گ   | Kwon Ji-hee · کرهٔ جنوبی   | Wang I-hsien · تایوان          | Erica Parcio · استرالیا       |
| Heavyweight +۷۲ ک‌گ   | Kwon Ji-hee · کرهٔ جنوبی   | Wang I-hsien · تایوان          | Ren Ruihong · چین             |

## جدول مدال‌ها
| رتبه            | کشور            | طلا | نقره | برنز | مجموع |
| --------------- | --------------- | --- | ---- | ---- | ----- |
| ۱               | کرهٔ جنوبی       | ۱۲  | ۰    | ۲    | ۱۴    |
| ۲               | تایوان          | ۱   | ۴    | ۰    | ۵     |
| ۳               | ایران           | ۱   | ۲    | ۳    | ۶     |
| ۴               | اردن            | ۱   | ۱    | ۴    | ۶     |
| ۵               | چین             | ۱   | ۰    | ۵    | ۶     |
| ۶               | استرالیا        | ۰   | ۲    | ۴    | ۶     |
| ۷               | فیلیپین         | ۰   | ۲    | ۳    | ۵     |
| ۷               | ویتنام          | ۰   | ۲    | ۳    | ۵     |
| ۹               | ژاپن            | ۰   | ۱    | ۲    | ۳     |
| ۱۰              | اندونزی         | ۰   | ۱    | ۱    | ۲     |
| ۱۱              | لبنان           | ۰   | ۱    | ۰    | ۱     |
| ۱۲              | تایلند          | ۰   | ۰    | ۱    | ۱     |
| ۱۲              | عربستان سعودی   | ۰   | ۰    | ۱    | ۱     |
| ۱۲              | قزاقستان        | ۰   | ۰    | ۱    | ۱     |
| ۱۲              | قطر             | ۰   | ۰    | ۱    | ۱     |
| ۱۲              | یمن             | ۰   | ۰    | ۱    | ۱     |
| مجموع (۱۶ کشور) | مجموع (۱۶ کشور) | ۱۶  | ۱۶   | ۳۲   | ۶۴    |